# Ginosigma lombokensis
Espèce
Ginosigma lombokensis est une espèce d'uropyges de la famille des Thelyphonidae.

## Distribution
Cette espèce est endémique de Lombok en Indonésie.

## Publication originale
- Speijer, 1936 : Die orientalischen Pedipalpen des Zoologischen Museums der Universitat Berlin. Mitteilungen aus dem Zoologischen Museum in Berlin, vol. 21, p. 249-263.